# 保罗·本内特
保罗·本内特（英語：Paul Bennett，1988年12月16日—），英国男子赛艇运动员。他曾代表英国参加2016年夏季奥林匹克运动会赛艇比赛，获得男子八人单桨有舵手金牌。